# Агішев Равіль Рустамович
Раві́́ль Руста́мович А́́гішев (нар. 14 березня 1959, Бухара, УзРСР — 11 серпня 1979, поблизу Дніпродзержинська, УРСР) — радянський футболіст, центральний захисник ташкентського «Пахтакора». Загинув у авіазіткненні TУ-134 під Дніпродержинськом.

## Життєпис
Народився у Бухарі, де й почав займатися футболом у лавах місцевого «Спартака». Першим тренером хлопця був Анатолій Червов, згодом юнак грав у футбол під орудою Ібрагіма Шаріпова. 1973 року Агішев переїхав до Ташкента. Тренувався у місцевому РУОР імені Титова під керівництвом Гурама Дараселія. Виступав за хорезмський клуб «Ханкі», у складі якого став переможцем Кубка Узбекської РСР 1977 року та отримав звання кандидата в майстри спорту.
1978 року перейшов до лав «Пахтакора». Протягом двох сезонів провів 27 ігор, візначившись одним забитим м'ячем у воротах ростовського СКА. Грав на позиції центрального захисника, створивши пару оборонців зі своїм другом Алімом Аширом. 1979 року у складі збірної Узбекистану брав участь у Спартакіаді народів СРСР.
11 серпня 1979 року трагічно загинув разом з командою в авіакатастрофі над Дніпродзержинськом. Нагороджений званням Майстра спорту СРСР посмертно.
Похований у Ташкенті на цвинтарі № 1.